# RTL Television
RTL Television (anteriorment RTL plus), o simplement RTL, és una xarxa de televisió comercial alemanya distribuïda per cable i per satèl·lit, així com via digital terrestre (DVB-T) a les zones més densament poblades. És propietat de RTL Group i és, en termes de quota de mercat, d'Alemanya, la major emissora privada free to air.
L'origen del canal es troba al canal original pel qual RTL Télé Luxembourg emetia (canal 7 de VHF, en blanc i negre fins a 1979, i en color SECAM fins a 1981), que fou reformat entre 1981 i 1983 i reorientat cap a Alemanya, tornant a emetre RTL Télévision i, al mateix temps, realitzant proves d'emissió a algunes hores del dia per al futur canal RTL Plus a través del mateix canal a partir del 3 d'octubre de 1983. RTL Télévision (que també emetia en SECAM per al nord-est de França a través del canal 21 d'UHF amb la denominació Canal 21 per a diferenciar ambdós canals) cessà les seves emissions el 31 de desembre de 1983, i el seu canal d'emissió original es transformà en el canal en alemany RTL Plus el 2 de gener de 1984 a les 17:27, emetent des d'un centre emissor a Dudelange (Luxemburg), y se convirtió así en el segundo canal privado germano, ya que un día antes nació Sat.1, controlado por Leo Kirch. A Alemanya, l'estrena del canal només es pogué seguir a les regions limítrofes, com el Sarre i Renània, la qual cosa suposava un públic potencial de 200.000 persones. RTL Plus no comptà amb senyal per satèl·lit fins al 1985, quan començà a emetre a través d'Eutelsat.